# Basina (hija de Chilperico I)
Basina fue hija del rey de Neustria Chilperico I (539-584) y de la reina Audovera (533-580). Fue religiosa en la Abadía Sainte-Croix de Poitiers en cuyas revueltas participó en el 589.

## Representación en las artes

### Televisión
- 1991 : L'Enfant des loups, telefilm franco-español de Philippe Monnier, con Sophie Durin en el papel de Basina.